# Колчаг (комуна)
Колчаг (рум. Colceag) — комуна у повіті Прахова в Румунії. До складу комуни входять такі села (дані про населення за 2002 рік):
- Інотешть (2098 осіб)
- Вилчелеле (690 осіб)
- Колчаг (1619 осіб) — адміністративний центр комуни
- Парепа-Рушань (1162 особи)

Комуна розташована на відстані 60 км на північ від Бухареста, 26 км на схід від Плоєшті, 141 км на захід від Галаца, 98 км на південний схід від Брашова.

## Населення
За даними перепису населення 2002 року у комуні проживали 5569 осіб.
Національний склад населення комуни:
| Національність | Кількість осіб | Відсоток |
| -------------- | -------------- | -------- |
| румуни         | 5541           | 99,5%    |
| цигани         | 28             | 0,5%     |

Рідною мовою назвали:
| Мова      | Кількість осіб | Відсоток |
| --------- | -------------- | -------- |
| румунська | 5564           | 99,9%    |
| циганська | 5              | 0,1%     |

Склад населення комуни за віросповіданням:
| Релігія        | Кількість осіб | Відсоток |
| -------------- | -------------- | -------- |
| православні    | 5521           | 99,1%    |
| адвентисти     | 20             | 0,4%     |
| п'ятдесятники  | 13             | 0,2%     |
| греко-католики | 5              | 0,1%     |
| бретрени       | 4              | 0,1%     |
| римо-католики  | 1              | < 0,1%   |